# Трестенка (Вологодская область)
Трестенка — деревня в Устюженском районе Вологодской области.
Входит в состав Никифоровского сельского поселения, с точки зрения административно-территориального деления — в Никифоровский сельсовет.
Расстояние до районного центра Устюжны по автодороге — 17 км, до центра муниципального образования посёлка Даниловское  по прямой — 1,9 км. Ближайшие населённые пункты — Волосово, Даниловское, Новинки.
Население по данным переписи 2002 года — 4 человека.